# 1900년 하계 올림픽 육상 남자 제자리멀리뛰기
1900년 하계 올림픽 육상 남자 제자리멀리뛰기는 프랑스 파리에서 개최된 1900년 하계 올림픽 육상의 세부 종목이다. 2개국에서 4명의 선수가 참가했으며, 7월 16일에 크루아카텔랑 경기장에서 경기가 진행되었다.

## 기록

### 기존 기록
기존 기록은 없다.

### 신기록
| 올림픽 기록 | 레이 유리 (USA) | 3.21 | 파리 | 1900년 7월 16일 |

## 경기 결과
| 순위 | 선수                    | 기록    | 비고 |
| ---- | ----------------------- | ------- | ---- |
| 1    | 레이 유리 (USA)         | 3.21 m  |      |
| 2    | 어빙 백스터 (USA)       | 3.135 m |      |
| 3    | 에밀 토르셰보외프 (FRA) | 3.03 m  |      |
| 4    | 루이스 셸던 (USA)       | 3.02 m  |      |

## 메달리스트
| 종목           | 금               | 은                 | 동                         |
| -------------- | ---------------- | ------------------ | -------------------------- |
| 제자리멀리뛰기 | 레이 유리 · 미국 | 어빙 백스터 · 미국 | 에밀 토르셰보외프 · 프랑스 |

## 범례
|  | 세계 신기록                  |  |                   | 아프리카 신기록 |                      | Q | 예선 통과 |
|  | 올림픽 신기록                |  | 북아메리카 신기록 | DNS             | 경기를 시작하지 않음 |   |           |
|  |                              |  | 아시아 신기록     | DNF             | 경기를 마치지 않음   |   |           |
|  | 국가 신기록                  |  | 유럽 신기록       | DSQ             | 실격                 |   |           |
|  | 개인 최고 기록 (개인 신기록) |  | 오세아니아 신기록 | WD              | 기권                 |   |           |
|  | 시즌 최고 기록 (시즌 신기록) |  | 남아메리카 신기록 | NM              | 기록 없음            |   |           |

## 참고 자료
- “1900년 하계 올림픽 육상 경기 결과”. 국제 올림픽 위원회. (영어)
- De Wael, Herman. 《Herman's Full Olympians: "Athletics 1900"》. 2006년 2월 11일에 원본 문서에서 보존된 문서. 2006년 3월 2일에 확인함.
- Mallon, Bill (1998). 《The 1900 Olympic Games, Results for All Competitors in All Events, with Commentary》. Jefferson, North Carolina: McFarland & Company, Inc., Publishers. ISBN 0-7864-0378-0.